# Coelogyne longpasiaensis
Coelogyne longpasiaensis är en orkidéart som beskrevs av Jeffrey James Wood och Chu Lun Chan.
Coelogyne longpasiaensis ingår i släktet Coelogyne och familjen orkidéer. Inga underarter finns listade i Catalogue of Life.